# Staroruski (termin)
Opisni termin »staroruski« je pojam kojim se označava kulturno i političko povijesno razdoblje istočnih Slavena prije raspada države Kijevske Rusi u 13. stoljeću. Podjednako se odnosi na kulturno-politička dostignuća Rusa, Ukrajinaca i Bjelorusa, koji su tada živjeli u sklopu zajedničke države Kijevske Rusi. 
Hrvatski termin »staroruski« u ruskoj povijesti je vezan i odnosi se na zemljopisni i politički termin »Rus'«, dok je mlađi termin »ruski« vezan za povijest započetu nakon formiranja Velike kneževine Moskve i državnički termin »Rossija«. Termin »staroruski« u povijesti Ukrajine često zna biti zamijenjen terminom »staroukrajinski«, a ako je riječ isključivo o povijesti vezanoj za grad Kijev, onda se pojam često zamjenjuje i terminom »starokijevski«. Ti termini u hrvatskoj literaturi su rijetki, ali postoje.
Stručna hrvatska literatura do 1997. godine, gotovo da uopće nije bila stručno upućena na razlike između političkih termina »staroruski« i »ruski« ili ih je koristila vrlo rijetko, što je predstavljalo jednu od temeljnih prepreka pri jasnom spoznavanju povijesnih odnosa između Rusa, Ukrajinaca i Bjelorusa. Termin »staroruski« u Hrvatskoj se danas i dalje najčešće koristi za označavanje termina iz srednjovjekovne istočnoslavenske književnosti, no termin se sve češće koristi i u mlađoj stručnoj povijesnoj literaturi kao povijesno-politički termin.